# キプロスの国章
キプロスの国章（キプロスのこくしょう）は、黄色の盾の中に、オリーブの枝をくわえた鳩（これはよく知られた平和のシンボルである）と、その下に数字の「1960」をあしらっている。

## 構成
盾の黄色は黄銅色で、「キプロス」の名の由来ともなった豊富な銅鉱石の鉱脈を意味している。キプロスの銅鉱石は、主に黄金色の黄銅鉱からなっている。盾を囲む二本のオリーブの枝は、キプロスの二大コミュニティであるギリシア人とトルコ人コミュニティを表す。数字はキプロスがイギリスの植民地から独立した年である1960年を意味する。キプロスの国旗同様、トルコ系市民である Ismet Güney がデザインを行った。

## 歴史
イギリスの王領植民地時代のキプロスでは、地元植民地政府がイングランド王室紋章に基づき、左へ向かって大またで歩く（Passant）二頭の「ライオン」をあしらった紋章を使っていたが、これが公式に認められることはなかった。
1960年の独立直後、大統領でキプロス正教会首座主教のマカリオス3世と、副大統領でトルコ系市民の政治団体を率いたファーズル・キュチュクは国章の制定を求め、キュチュクの友人 Ismet Güney が下絵を描き、その通りに国章が決まった。2012年には鳩、盾、オリーブの枝の仕草に若干に変更が加えられた。
1974年にキプロスが南北に分断され、1983年に北部のトルコ系住民が北キプロス・トルコ共和国の建国を宣言したため、この国章は事実上キプロス島の南部だけギリシャ系住民の国章である。

イギリス領キプロスの国章（1881年～1905年）
イギリス領キプロスの国章（1905年～1960年）
旧国章（1960年～2012年）
北キプロスの国章（1983年～2007年）
北キプロスの小紋章（2007年以降）
北キプロスの国章（2007年以降）